# فرناندو كويلو فيلهو
فرناندو كويلو فيلهو هو سياسي برازيلي، ولد في 28 فبراير 1984 في ريسيفي في البرازيل. نشط حزبياً في الحزب الاشتراكي البرازيلي. وقد انتخب federal deputy of Pernambuco ‏ خلال فترته النيابية ‏ (1 فبراير 2019 – ) وانتخب عضو مجلس النواب البرازيلي ‏ خلال فترته النيابية ‏.